# Liste der Nummer-eins-Hits in den Cash Box Charts (1980)
Diese Liste enthält alle Nummer-eins-Hits in den amerikanischen Cash Box Charts im Jahr 1980. Es gab in diesem Jahr 21 Nummer-eins-Singles.
| Singles |
| --- |
| - Rupert Holmes: Escape (The Piña Colada Song) - 3 Wochen (22. Dezember 1979 – 11. Januar 1980) - Michael Jackson – Rock with You - 3 Wochen (12. Januar – 1. Februar) - Captain & Tennille – Do That to Me One More Time - 1 Woche (2. Februar – 8. Februar) - Kenny Rogers – Coward of the Country - 1 Woche (9. Februar – 15. Februar) - Smokey Robinson – Cruisin - 1 Woche (16. Februar – 22. Februar) - Queen – Crazy Little Thing Called Love - 3 Wochen (23. Februar – 14. März) - Dan Fogelberg – Longer - 1 Woche (15. März – 21. März) - Pink Floyd – Another Brick in the Wall (Part II) - 3 Wochen (22. März – 11. April) - Blondie – Call Me - 7 Wochen (12. April – 30. Mai) - Lipps Inc. – Funkytown - 5 Wochen (31. Mai – 4. Juli) - Bette Midler – The Rose - 1 Woche (5. Juli – 11. Juli) - Billy Joel – It’s Still Rock and Roll to Me - 3 Wochen (12. Juli – 1. August) - Olivia Newton-John – Magic - 3 Wochen (2. August – 22. August) - S.O.S. Band – Take Your Time (Do It Right) - 1 Woche (23. August – 29. August) - Christopher Cross – Sailing - 2 Wochen (30. August – 12. September) - Diana Ross – Upside Down - 3 Wochen (13. September – 3. Oktober) - Queen – Another One Bites the Dust - 4 Wochen (4. Oktober – 31. Oktober) - Barbra Streisand – Woman in Love - 2 Wochen (1. November – 14. November) - Kenny Rogers – Lady - 3 Wochen (15. November – 5. Dezember, insgesamt 4 Wochen) - Stevie Wonder – Master Blaster (Jammin’) - 2 Wochen (6. Dezember – 19. Dezember) - Kenny Rogers – Lady - 1 Woche (20. Dezember – 26. Dezember, insgesamt 4 Wochen) - John Lennon – (Just Like) Starting Over - 5 Wochen (27. Dezember 1980 – 30. Januar 1981) |